# 주한 미국 육군 의무군수처
주한 미국 육군 의무군수처(United States Army Medical Materiel Center-Korea (USAMMC-K)))는 대한민국 칠곡군 왜관읍 캠프 캐롤에 있는 한국 전구의 의료군수기관이자, 육군의무군수사령부의 한국 지부기관이다. 이 부대는 제65의무여단의 작전통제를 받는다.

## 역사
부대는 처음에 1928년 12월 25일 텍사스주의 포트 샘 휴스턴에서 제6의무보급창으로 구상되었지만, 소집되지 않은 비활성화된 부대로 남겨졌다. 1942년 5월 25일이 돼서야 부대는 소집되어 제2차 세계 대전에서 유럽 전구에 전개하였고, 종전 후에는 뉴저지주의 캠프 킬머로 귀환하여 1946년 1월 18일에 해산, 다시 7월 15일 사우스캐롤라이나주, 포트 잭슨에서 재소집되었다.
6.25 전쟁이 발발하자, 1950년 8월 28일 일본 열도에 도착하고 9월 11일에 부산항을 통해 한반도 전구에 배치되었다. 휴전 이후에는 1955년 11월에 인천시 부평구에 조성된 ASCOM 도시로 옮겨갔다. 캠프 마켓의 반환을 계기로 ASCOM 도시가 사라지자, 1973년 6월 1일에 서울특별시 용산구에 있는 군사예비지인 제51보급지점으로 이사하였다.
1978년 1월 1일, 제6의무지원광학정비부대(MEDSOM)로 개편되었다.
1988년 1월 11일, 칠곡군 왜관읍의 캠프 캐럴로 옮겼다.
2008년 10월 16일, 제563의무군수중대가 한국에 도착하였다. 제168다기능의무대대에 예속되어 현재 주한 의료물자원을 지원하고 있다.
2019년 6월 1일, 육군의무군수사령부로 전속하였다. 9월 9일, 혈액 보급 및 취급을 맡을 제95의무분견대 (혈액 지원)의 작전통제권을 넘겨받았다.

## 부대
- 제563의무군수중대
- 제95의무분견대 (혈액 지원)[2][1]

## 기록

### 소속
- 제8군, 1950년대
- 제7군수사령부, 1963년 5월
- 제65의무단, 1960년대
- 주한 의무사령부(MEDCOM-K), 1971년 6월 21일
- 제18의무사령부, 1984년 8월 16일
- 배속
  - 제65의무여단(OPCON), 2008년 10월 16일
- 예속
  - 의무연구물자사령부
  - 의무물자군수사령부(직접 보고), 2019년 9월 17일

### 계보
- 1928년 12월 21일, 6th Medical Supply Depot→제6의무보급창
- 1943년 8월 24일, 6th Medical Depot Company→제6의무창중대
- 1949년 3월 1일, 6th Army Medical Depot→제6군 의무보급창
- 1954년 4월 1일, 6th Medical Depot→제6의무창
- 1978년 1월 1일, 6th Medical Unit→제6의무부대
- 1993년 9월 16일, Headquarters and Headquarters Detachment, 16th Medical Battalion→제16의무군수대대, 본부 및 본부분견대
- 2009년 10월 16일, United States Army Medical Materiel Center - Korea→주한 미국 육군 의무군수처

### 전역
| 스트리머                   | 내역 |
| -------------------------- | --- |
| 제2차 세계 대전, 유럽 전구 | 스트리머에 글귀 없음 |
| 한국 전쟁                  | - 1950년 UN 방어 - 1950년 UN 공격 - 1950~1951년 CCF 개입 - 1951년 첫번째 UN 반격 - 1951년 CCF 춘계 공세 - 1951년 UN 하계-추계 공세 - 1951~1952년 두번째 한국 동계 - 1952년 한국 하계-추계 - 1952~1953년 세번째 한국 동계 - 1953년 한국 하계 |

### 스트리머
| 스트리머             | 내역                  | 명령서                                 |
| -------------------- | --------------------- | -------------------------------------- |
| 육군 공로부대표창    | 한국, 1953년          |                                        |
| 육군 공로부대표창    | 한국, 1953년 ~ 1954년 |                                        |
| 대한민국 대통령 표창 | 한국, 1953년          | 1955년 6월 22일 육군부 일반명령 제41호 |

## 같이 보기
- 미국 육군 의무물자국
- 주유럽 미국 육군 의무물자센터

## 참고
1. 1 2  C.J. Lovelace (2019년 9월 9일). “USAMMC-K gains operational control of blood support detachment” (영어). Army Medical Logistics Command Public Affairs. 2019년 12월 12일에 확인함.
2. ↑  “95th Medical Detachment (Blood Knights)” (영어). Center of Military History. 2016년 3월 15일. 2019년 8월 20일에 확인함.
3. ↑  “General Orders No.41” (PDF) (영어). Department of The Army. 1955년 6월 22일. 3쪽. 2019년 1월 26일에 원본 문서 (PDF)에서 보존된 문서. 2020년 7월 8일에 확인함.

- “16th Medical Battalion” (영어). 미국 육군 역사관. 1996년 11월 8일. 2019년 8월 20일에 확인함.